# قرارگاه ثامن‌الائمه
قرارگاه ثامن‌الائمه شمال شرق  نزسا یکی از قرارگاه‌های ده‌گانه نیروی زمینی سپاه پاسداران به فرماندهی سرتیپ پاسدار قربان‌محمد اشعری است. این قرارگاه سپاه‌های استانی امام رضای خراسان رضوی، جوادالائمه خراسان شمالی و انصارالرضای خراسان جنوبی را فرماندهی می‌کند. فرماندهی پیشین این قرارگاه سرتیپ قدرت‌الله منصوری بود که در آذرماه ۱۳۹۷ آنگونه که اعلام شد در جریان تمیز کردن اسلحه خود درگذشت و از ۱۳۹۸ تا ۱۴۰۱ نیز سیدحسن مرتضوی فرمانده این قرارگاه بود.